# Seznam katastrálních území v okrese Plzeň-město
V této tabulce je uveden kompletní výčet katastrálních území Okresu Plzeň-město, včetně rozlohy a sídel, které na nich leží.
| Název KÚ                 | Sídla | Obec             | km2   |
| ------------------------ | --- | ---------------- | ----- |
| A                        | A | A                |       |
| Bolevec                  | Bolevec, Severní Předměstí | Plzeň            | 16,02 |
| Božkov                   | Božkov, Lobzy (Plzeň 2-Slovany) | Plzeň            | 6,47  |
| Bručná                   | Černice (Plzeň 2-Slovany), Hradiště, Koterov | Plzeň            | 1,64  |
| Bukovec                  | Bukovec | Plzeň            | 3,34  |
| Černice                  | Černice (Plzeň 8-Černice) | Plzeň            | 5,01  |
| Červený Hrádek u Plzně   | Červený Hrádek | Plzeň            | 4,47  |
| Dolní Vlkýš              | Dolní Vlkýš | Plzeň            | 2,37  |
| Doubravka                | Doubravka, Lobzy (Plzeň 4) | Plzeň            | 4,16  |
| Doudlevce                | Doudlevce (Plzeň 3) | Plzeň            | 2,09  |
| Dýšina                   | Dýšina, Nová Huť | Dýšina           | 10,38 |
| Hradiště u Plzně         | Božkov, Černice (Plzeň 2-Slovany), Hradiště, Koterov, Východní Předměstí (Plzeň 2-Slovany) | Plzeň            | 2,43  |
| Chouzovy                 | Chouzovy | Chválenice       | 1,43  |
| Chrást u Plzně           | Chrást | Chrást           | 9,84  |
| Chválenice               | Chválenice | Chválenice       | 6,03  |
| Koterov                  | Koterov | Plzeň            | 3,16  |
| Křimice                  | Křimice, Radčice | Plzeň            | 7,81  |
| Kyšice u Plzně           | Kyšice | Kyšice           | 7,07  |
| Letkov                   | Letkov | Letkov           | 4,7   |
| Lhota u Dobřan           | Lhota | Plzeň            | 3,89  |
| Lhůta u Tymákova         | Lhůta | Lhůta            | 3,41  |
| Litice u Plzně           | Litice (Plzeň 6-Litice) | Plzeň            | 10,82 |
| Lobzy                    | Doubravka, Lobzy (Plzeň 4) | Plzeň            | 2,08  |
| Losiná u Plzně           | Losiná | Losiná           | 6,79  |
| Malesice                 | Malesice | Plzeň            | 6,66  |
| Mokrouše                 | Mokrouše | Mokrouše         | 2,75  |
| Nebílovský Borek         | Nebílovský Borek | Štěnovický Borek | 3,39  |
| Nezbavětice              | Nezbavětice | Nezbavětice      | 4,75  |
| Nezvěstice               | Nezvěstice | Nezvěstice       | 5,02  |
| Olešná u Nezvěstic       | Olešná | Nezvěstice       | 1,41  |
| Plzeň                    | Božkov, Doudlevce (Plzeň 2-Slovany), Doudlevce (Plzeň 3), Jižní Předměstí, Lobzy (Plzeň 2-Slovany), Severní Předměstí, Skvrňany, Vnitřní Město, Východní Předměstí (Plzeň 2-Slovany), Východní Předměstí (Plzeň 3) | Plzeň            | 23,63 |
| Plzeň 4                  | Lobzy (Plzeň 4), Východní Předměstí (Plzeň 4) | Plzeň            | 1,76  |
| Radčice u Plzně          | Křimice, Radčice | Plzeň            | 4,07  |
| Radobyčice               | Radobyčice | Plzeň            | 5,68  |
| Sedlec u Starého Plzence | Sedlec, Starý Plzenec | Starý Plzenec    | 2,48  |
| Skvrňany                 | Nová Hospoda, Skvrňany | Plzeň            | 10,93 |
| Starý Plzenec            | Starý Plzenec | Starý Plzenec    | 15,91 |
| Šťáhlavice               | Šťáhlavice | Šťáhlavy         | 6,6   |
| Šťáhlavy                 | Šťáhlavy | Šťáhlavy         | 17,37 |
| Štěnovický Borek         | Štěnovický Borek | Štěnovický Borek | 2,84  |
| Tymákov                  | Tymákov | Tymákov          | 9,17  |
| Újezd                    | Újezd | Plzeň            | 2,83  |
| Valcha                   | Litice (Plzeň 3), Valcha | Plzeň            | 6,33  |
| Želčany                  | Želčany | Chválenice       | 2,47  |

Celková výměra 261,46 km2